# Analiza wariancji
Analiza wariancji, ANOVA (od ang. analysis of variance) – rodzina modeli statystycznych i powiązanych z nimi metod estymacji i wnioskowania wykorzystywanych do analizy różnic pomiędzy średnimi w różnych grupach (populacjach), np. w zależności od jednego lub wielu działających równocześnie czynników. ANOVA pomaga wyodrębnić źródła zmienności (mierzonej przez wariancję) i ustalić, czy wyodrębnione czynniki mogą być źródłem różnic między obserwowanymi średnimi grupowymi. 
W swojej najprostszej formie ANOVA stanowi test statystyczny sprawdzający, czy dwie lub więcej średnich w populacjach jest sobie równych, tym samym stanowi uogólnienie test t Studenta na więcej niż dwie średnie. W ramach analizy wariancji wykonywany jest test F, zaś statystyka testowa ma rozkład F Snedecora.
Analiza wariancji została zaproponowana przez Ronalda Fishera.
Modele analizy wariancji można podzielić na kilka kategorii w zależności od liczby zastosowanych zmiennych zależnych w modelu, liczby zmiennych niezależnych oraz od tego, czy porównywane próby są niezależne (nieskorelowane) czy też skorelowane (patrz tabela 1).
| Rodzaj modelu                   | Liczba zmiennych zależnych | Liczba zmiennych niezależnych | Próby niezależne/skorelowane |
| ------------------------------- | -------------------------- | ----------------------------- | ---------------------------- |
| Jednoczynnikowa ANOVA           | jedna                      | jedna                         | niezależne                   |
| Wieloczynnikowa ANOVA           | jedna                      | więcej niż jedna              | niezależne                   |
| ANOVA dla pomiarów powtarzanych | jedna                      | jedna lub więcej              | skorelowane                  |
| MANOVA                          | więcej niż jedna           | jedna                         | niezależne                   |

Według kryterium podział modeli przebiega następująco:
- model efektów stałych – obserwacje są z góry podzielone na kategorie,
- model efektów losowych – kategorie mają charakter losowy,
- model mieszany – część kategorii jest ustalona, a część losowa.